# Натурово
Натурово (Агрофабрика "Натурово") – российская агропромышленная компания, осуществляющая деятельность в сфере производства, логистики, торговли и доставки продукции (г.Калининград).
Компания образована в Калининграде в 1995 году. Генеральный директор – Александр Иванов.
Под брендом «Натурово» объединены производственный комплекс переработки продуктов агропрома, сервис доставки продуктов и готовой еды, сеть магазинов в формате «у дома».
На производственных мощностях «Натурово» организовано хранение, переработка, фасовка, упаковка плодоовощной продукции, производятся соления и консервации, розлив  овощных, фруктово-овощных и фруктовых соков прямого отжима, нектаров и лимонадов, джемы, соусы, продукция, сделанная по технологии су-вид. Всего - более 300 наименований продукции. Ежемесячный грузооборот компании превышает 2,5 тыс. тонн.
В 2022 году компания открыла филиал в Московской области с центром управления в Подольске.
Помимо собственных торговых точек «Натурово» реализует свою продукцию через сети крупнейших федеральных ритейлеров в Калининграде и Московской области.
Продукция «Натурово» неоднократно занимала призовые места на крупнейших международных продовольственных выставках и форумах. В частности, девятикратно была отмечена в номинации «Лучший продукт года» на Международной выставке продуктов питания «ПродЭкспо». В 2020 году Минпромторг России назвал «Натурово»  «Лучшей фирменной сетью местного товаропроизводителя». Компания также является обладателем статуса «Лучший бренд» и «Лучший поставщик года» по итогам региональных профильных форумов.